# Cezary Siess
Cezary Tadeusz Siess (* 15. März 1968 in Danzig) ist ein ehemaliger polnischer Fechter.

## Erfolge
Cezary Siess nahm an zwei Olympischen Spielen teil: bei den Olympischen Spielen 1988 in Seoul belegte er in der Einzelkonkurrenz mit dem Degen den 43. Platz und erreichte mit der Mannschaft Rang zehn. 1992 zog er mit der Florett-Mannschaft ins Halbfinale ein, das Kuba mit 9:7 gewann. Das Gefecht um Rang drei gegen Ungarn gewann die polnische Equipe mit 9:4, sodass Siess zusammen mit Piotr Kiełpikowski, Adam Krzesiński, Marian Sypniewski und Ryszard Sobczak die Bronzemedaille erhielt. Auf nationaler Ebene wurde er 1990 polnischer Einzelmeister mit dem Florett.